# Hans-Joachim Born
Hans-Joachim Born (Berlim, 8 de maio de 1909 — Munique, 15 de abril de 1987) foi um químico alemão. Lecionou principalmente na área da radioquímica.

## Obras
- Radiochemie und Anwendung radioaktiver Isotope (Habilitation), Technische Hochschule Dresden, 1956.